# Ultimate Collection (álbum de Liza Minnelli)
Ultimate Collection é uma coletânea musical da cantora e atriz estadunidense Liza Minnelli, lançada em 2001, pela Hip-O Records. A lista de faixas abrange grande parte da carreira de gravação de Minnelli, desde seu primeiro álbum solo, de 1964, quando ela tinha 18 anos de idade, até algumas de suas gravações mais singulares, lançadas vinte e cinco anos depois. A versatilidade da cantora, é representada nas canções que passam por um número substancial de gêneros musicais, tais como rock, pop, country, dance music e synth pop. A coleção é complementada com um encarte de 16 páginas, que traz um artigo escrito pelo historiador de Minnelli, e de sua mãe, a atriz e cantora Judy Garland, Scott Schechter, além de trazer várias fotografias.
Descrevendo o conteúdo do álbum, a revista Billboard reportou que o mesmo começa com a canção "Try to Remember", produzida por Simon Rady (do álbum Liza! Liza!, de 1964) e encerra com "Losing My Mind" (do álbum Results, de 1989), produzida pelos Pet Shop Boys. Entre essas duas faixas há, segundo a Billboard, "pérolas" da cantora como "Cabaret" (do álbum Live at the Olympia in Paris, de 1972), "Maybe This Time", "Say Liza" (de Liza with a Z, de 1972), e naturalmente, "Theme from New York, New York", de 1977.
Segundo a análise de Rex Reed, crítico do jornal The New York Observer, a coletânea proporciona à estrela 21 motivos para comemorar, apresentando uma visão abrangente de sua carreira, que inclui desde suas primeiras gravações em estúdio, aos 18 anos, até a icônica "Theme from New York, New York" e suas incursões na música pop ao lado dos Pet Shop Boys.
O crítico de música Dave Tianen, do Milwaukee Journal Sentinel, indicou o álbum em sua lista de melhores álbum de grandes êxitos para serem dados como presentes de Natal. De acordo com ele, faixas como "Theme from New York, New York," "Cabaret" e "Come Saturday Morning" poderiam satisfazer os fãs casuais da cantora.

## Recepção crítica
| Críticas profissionais | Críticas profissionais |
| Avaliações da crítica  | Avaliações da crítica  |
| Fonte                  | Avaliação              |
| ---------------------- | ---------------------- |
| AllMusic               | [ 6 ]                  |
| Desert News            | [ 7 ]                  |
| The News Press         | [ 8 ]                  |

As resenhas dos críticos especializados em música foram favoráveis.
Jose F. Promis, do site AllMusic, avaliou com quatro estrelas e meia de cinco e escreveu que apesar das omissões, a compilação apresenta canções excelentes e "provavelmente agradará principalmente aos ouvintes casuais e curiosos".
O crítico Chris Hick, do site Desert News, avaliou com três estrelas de cinco e considerou as canções que representam seu início, nas gravadoras Capitol Records e A&M Records (que lançaram seus seis primeiros álbuns de estúdio) as melhores faixas. Segundo ele os trabalhos da cantora ficaram super produzidos depois desse período e ela começou a utilizar o belting de forma demasiada.
Mark Marymont, do jornal The News Press, avaliou com duas estrelas e meia de cinco e escreveu que a coletânea é um "compilado a partir de seis dos selos pelos quais ela gravou e oferece aos fãs uma visão abrangente do lado musical de sua carreira".

## Desempenho comercial
Comercialmente, falhou em aparecer na parada Billboard 200. Em 23 de maio de 2021, atingiu a posição de número 50 na parada musical iTunes Chart da Irlanda.

## Lista de faixas
- Créditos adaptados do CD Ultimate Collection, de 2001.[11]

| N.º | Título                             | Compositor(es)                 | Álbum                        | Duração |  |
| 1.  | "Try to Remember"                  | Harvey Schmidt, Tom Jones      | Liza! Liza!                  |         |  |
| 2.  | "Together (Wherever We Go)"        | Stephen Sondheim, Jule Styne   | Liza! Liza!                  |         |  |
| 3.  | "The Look of Love"                 | Hal David, Burt Bacharach      | Liza Minnelli                |         |  |
| 4.  | "Come Saturday Mornig"             | Fred Karlin, Dory Previn       | Come Saturday Morning        |         |  |
| 5.  | "Medley: MacArthur Park/Didn't We" | Jimmy Webb                     | Come Saturday Morning        |         |  |
| 6.  | "Love Story"                       | Randy Newman                   | Come Saturday Morning        |         |  |
| 7.  | "Simon"                            | Peter Allen                    | Come Saturday Morning        |         |  |
| 8.  | "Cabaret"                          | Fred Ebb, John Kander          | Live at the Olympia in Paris |         |  |
| 9.  | "Maybe This Time"                  | Fred Ebb, John Kander          | New Feelin'                  |         |  |
| 10. | "Can't Help Lovin' That Man"       | Oscar Hammerstein, Jerome Kern | New Feelin'                  |         |  |
| 11. | "Come Rain or Come Shine"          | Harold Arlen, Johnny Mercer    | New Feelin'                  |         |  |
| 12. | "Stormy Weather"                   | Harold Arlen, Ted Koehler      | New Feelin'                  |         |  |
| 13. | "The Man I Love"                   | George Gershwin, Ira Gershwin  | New Feelin'                  |         |  |
| 14. | "Love for Sale"                    | Cole Porter                    | New Feelin'                  |         |  |
| 15. | "God Bless the Child"              | Billie Holiday, Arthur Herzog  | New Feelin'                  |         |  |
| 16. | "Say Liza (Liza With a Z)"         | F. Ebb, J. Kander              | Liza with a Z                |         |  |
| 17. | "Ring Them Bells"                  | F. Ebb, J. Kander              | Liza with a Z                |         |  |
| 18. | "The Singer"                       | Walter Marks                   | The Singer                   |         |  |
| 19. | "Theme from New York, New York"    | F. Ebb, J. Kander              | New York, New York [Trilha]  |         |  |
| 20. | "City Lights"                      | F. Ebb, J. Kander              | The Act                      |         |  |
| 21. | "Losing My Mind"                   | S. Sondheim                    | Results                      |         |  |